# Västgötabergen

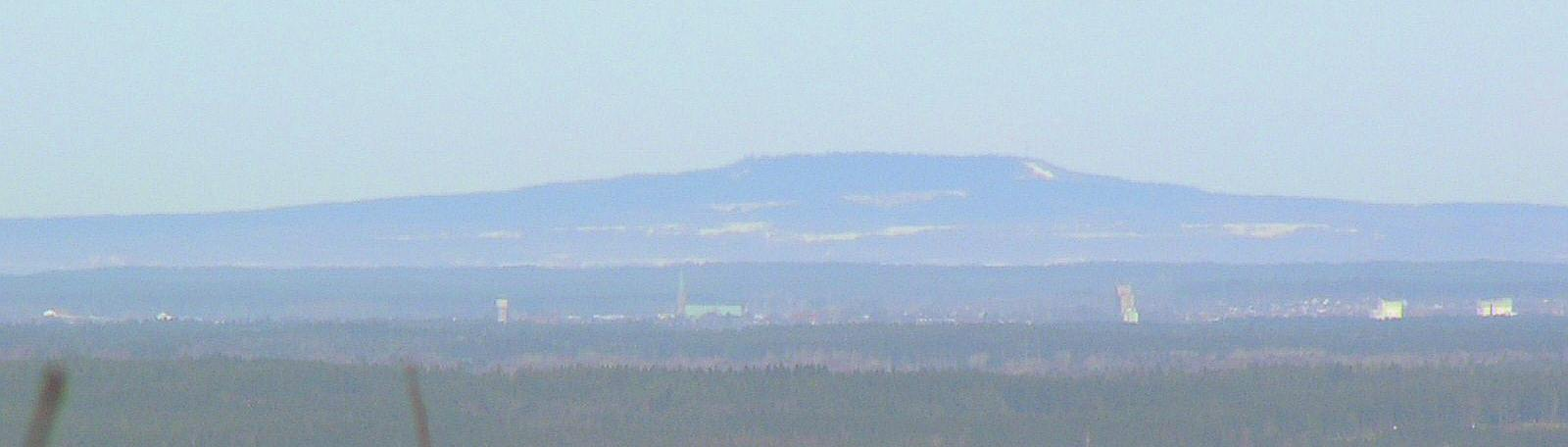
Kinnekulle från Mösseberg.

Västgötabergen är benämningen på platåbergen i Västergötland. Bergen består av sedimentära bergarter som avlagrats under 130 miljoner år under tidsperoderna från kambrium, ordovicium och silur. Under perm trängde magma upp ur sprickor i berget och täckte de sedimentära bergarterna med ett diabastäcke. Diabasen har sedan skyddat de underliggande lagren mot erosion och givit bergen deras nuvarande bordsliknande utseende. Platåbergens geopark utnämndes 2022 till en av Unescos globala geoparker.

## Hur bergen bildats

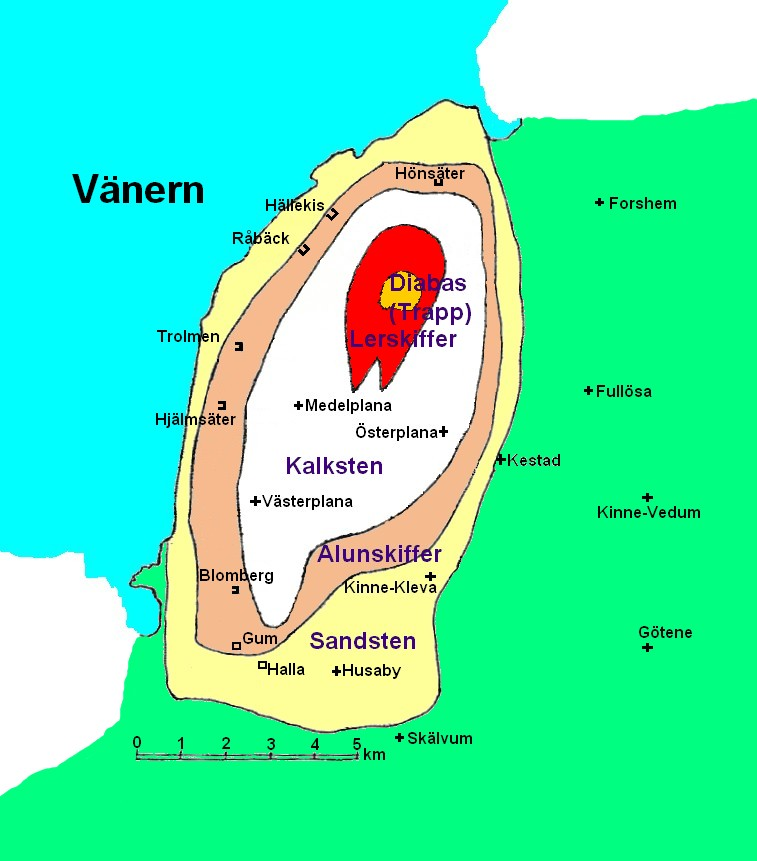
Lagerföljden för Kinnekulles sedimentära bergarter.

### Urberget
Urberget kring Falbygden, Kinnekulle och Billingen bildades för 1 700-1 670 miljoner år sedan och består av granit och tonalit som ofta är bandad. I området kring Halleberg och Hunneberg  bildades urberget för 1 600–1 560 miljoner år sedan och består av gnejsig granit och tonalit som ofta är bandad. Västergötland låg vid denna tid i havsbandet på superkontinenten Columbia vid foten av en stor bergskedja. Livet i havet bestod av enkla encelliga organismer.
Under Kryogenium för 850-635 miljoner år sedan inträffade flera globala istider som varade under 10-tals miljoner år. Glaciärerna eroderade berggrunden så mycket att den blev en slätt - Subkambriska peneplanet. Efter att koldioxidhalten i atmosfären stigit kraftigt genom koldioxidutsläpp från vulkaner, blev växthuseffekten såpass stark att jordens nedfrysning bröts. Detta blev upptakten till den kambriska explosionen, där växterna och djuren utvecklades från encelliga och mycket enkla organismer till djur med extremiteter, dubbel DNA-spiral och könsbefruktning.

### Sandsten
Vid inträdet i äldre kambrium för 530 miljoner år sedan låg Västergötland i havsbandet på kontinenten Baltika. Berggrunden hade eroderats till en nästan plan yta efter flera stora istider, och täcktes av ett grunt hav. Under tidig kambrium, avsätts mäktiga sedimentlager av sand. De äldsta lagren består av grövre sand, medan de yngre består av finare sand. Sandlagren fossiliserades med tiden till sandsten. I sandstenen förekommer grävspår av trilobiter och maskar som levt på havsbottnen.

### Alunskiffer
Allt eftersom havet steg under mellersta kambrium och äldre ordovicium för 515–485 miljoner år sedan, avlöstes de strandnära sandavlagringarna av lersedimentation. Sedimentlagren har idag omvandlats till alunskiffer i vilket en stor mängd fossil finns bevarade. Exempel på fossiliserade organismer är encelliga mikroskopiska alger, acritarcher och trilobiter. Eftersom sedimenten avsattes i en syrefattig miljö är det organiska innehållet än idag högt. Alunskiffern innehåller både skifferolja och uran. Alunskiffer har därför brutits och bland annat använts som bränsle vid kalkbränning i Västergötlands många kalkbrott. Vid Ranstadsverket söder om Billingen bröts alunskiffer för utvinning av uran, som används som bränsle i kärnreaktorer. 

### Kalksten
Kalkstenen bildades under mellersta kambrium och äldre ordovicium för 513–470 miljoner år sedan. Havet hade blivit djupare och havslevande organismer dominerade. I kalkberget finns riklig förekomst av mikroskopiska kalkspatskorn från mikroorganismer, och skalfragment från trilobiter, tagghudingar och ortoceratiter. Kalket i organismernas skal kommer från när koldioxid som frigjorts vid vulkanutbrott under snöbollsjorden, löser sig i havet och genom kemiska processer omvandlats till kalk.
Vid slutet av ordovicium kolliderade Baltika med kontinenten Avalonia. Kalk ger magra jordar, och det är kalkberget som gjort Falbygdens jordar lämpliga för bete och mindre lämpade för odling.

### Lerskiffer

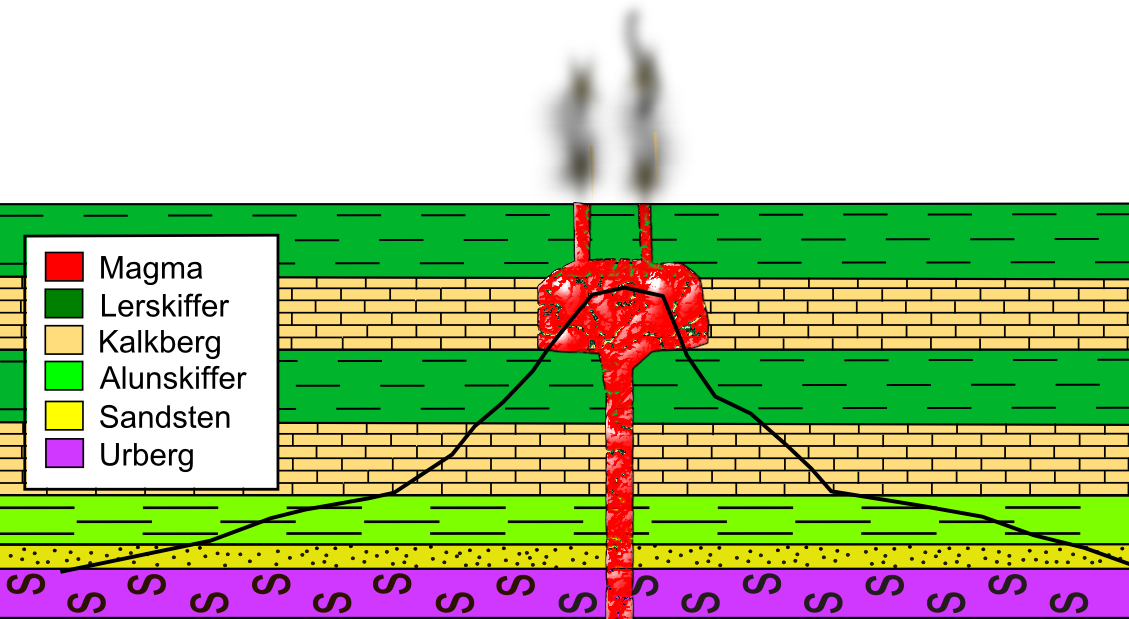
Under ca 100 miljoner år för 530–430 miljoner år sedan, när Västergötland befinner sig på havsbotten, sedimenterar en rad bergarter ovanpå urberget. Under perm för 270 miljoner år sedan uppkommer en rad vulkanutbrott. Magma väller upp och stelnar till en skyddande diabashätta.

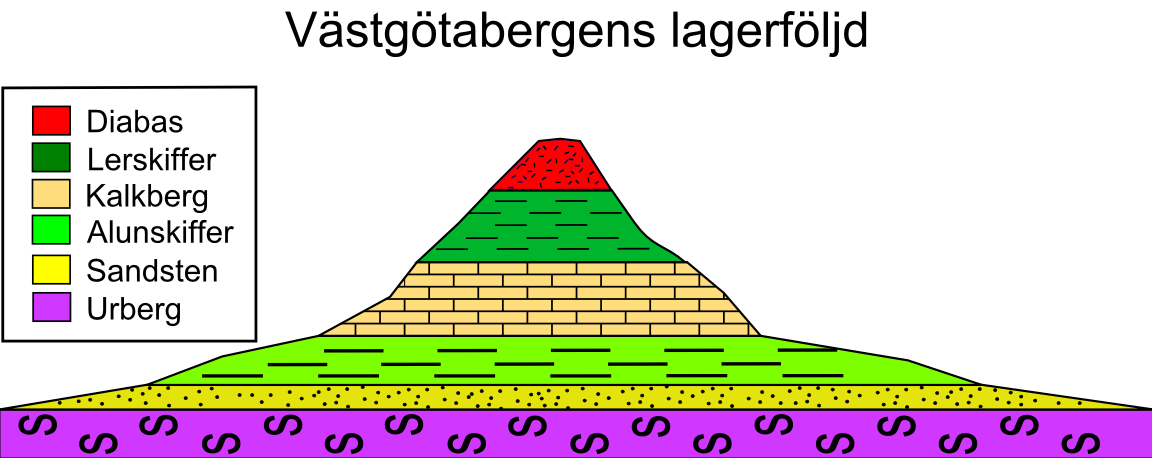
Lagerföljden hos Kinnekulle och bergen på Falbygden. Diabashättan har skyddat de underliggande mjuka bergarterna från erosion och hjälpt till att forma ett platåberg.

Under flera perioder under yngre kambrium och äldre silur för 500–430 miljoner år sedan var vattnen djupa. Då sedimenterades lerslam som sen kom att omvandlas till lerskiffer. Lera ger bördiga jordar, och det är eroderad lerskiffer som gett Varaslätten sin bördiga jord.

### Diabas
Under yngre perm för 300–270 miljoner år sedan, i samband med att jordens samtliga kontinenter kolliderade och bildade superkontinenten Pangea, inleddes en geologiskt aktiv period. På flera ställen i Västergötland sprack berggrunden, och magma pressade upp ur sprickorna.
I området kring Billingen, Falbygden och Kinnekulle, har magman trängt in i sprickor över äldre silurlager och svalnat till hård diabas. De underliggande bergarterna har därmed skyddats från erosion.
Vid Halleberg och Hunneberg har magman trängt ut i de kambriska och äldre ordovisiska lagren. De ovanliggande lagren av kalksten och alunskiffer har inte fått något skyddande täcke av diabas, utan har eroderat bort. Halle- och Hunneberg är följaktligen lägre än de övriga Västgötabergen. 
I samband med att Pangea bildas dör 90 % av allt liv på jorden ut i perm–trias-utdöendet när de 2 miljoner kvadratkilometer stora sibiriska trapporna bildades. Diabas kallas ibland för trapp, efter bergartens ofta trappstegsliknande utseende.

### Minnesramsa för lagerföljden
"USA KLockan Tre" att uttolka som Urberg, Sandsten, Alunskiffer, Kalksten, Lerskiffer, Trapp (diabas).

### Erosion
Under de kommande 270 miljoner åren eroderas landskapet av väder, vind och istider. De mjuka sedimentära bergarterna eroderar till stor del bort. Den hårda diabasen skyddar de underliggande mjuka bergarterna och landskapet mejslas fram. Kvar har blivit 15 platåberg som reser sig cirka 100 meter över den omgivande slätten.

### Lista över platåbergen i Västergötland
Följande berg är de 15 som räknas som platåberg av Platåbergens geopark. Värdena för högsta punkt och yta ska främst ses som ungefärliga mått på bergets storlek.
| Berg            | Högsta punkt (m ö.h.) | Yta (km²) | Kommun                            |
| --------------- | --------------------- | --------- | --------------------------------- |
| Billingen       | 304                   | 130       | Skövde, Falköping, Skara          |
| Borgundaberget  | 285                   | 1         | Falköping, Skövde                 |
| Brunnhemsberget | 295                   | 6         | Falköping, Skövde                 |
| Gerumsberget    | 326                   | 16        | Falköping, Tidaholm               |
| Gisseberget     | 327                   | 1         | Tidaholm                          |
| Halleberg       | 155                   | 19        | Vänersborg                        |
| Hunneberg       | 154                   | 54        | Vänersborg, Grästorp, Trollhättan |
| Kinnekulle      | 306                   | 4         | Götene                            |
| Lugnåsberget    | 155                   | 5         | Mariestad                         |
| Myggeberget     | 280                   | 0,2       | Skövde, Falköping                 |
| Mösseberg       | 324                   | 20        | Falköping                         |
| Plantaberget    | 300                   | 6         | Falköping, Tidaholm               |
| Tovaberget      | 280                   | 0,6       | Falköping, Skövde                 |
| Varvsberget     | 315                   | 14        | Tidaholm, Falköping               |
| Ålleberg        | 335                   | 3         | Falköping                         |